# 적법행위
적법행위(適法行爲)는 법적 근거가 있다는 것의 의미뿐만 아니라, 법이 또한 공공의 필요 목적을 위해 제정된 것이다.

## 같이 보기
- 용태
- 적법절차